# Janet Reno
Janet Reno (tên khai sinh: Janet Wood Reno; 21 tháng 7 năm 1938 – 7 tháng 11 năm 2016) là cựu Bộ trưởng Tư pháp của Hoa Kỳ dưới thời Tổng thống Bill Clinton từ năm 1993 đến năm 2001. Bà là người phụ nữ đầu tiên giữ chức vụ này và là người giữ chức vụ này lâu nhất chỉ sau William Wirt.

## Thiếu thời và sự nghiệp
Reno được sinh ra tại Miami, Hoa Kỳ. Mẹ Reno là Jane Wallace (nhũ danh là Wood), là một phóng viên của tờ Miami News. Bố của bà, ông Henry Olaf Reno (họ gốc là Rasmussen) là một người Đan Mạch di cư và cũng là một phóng viên cho tờ Miami Herald. Bà còn hai người em là: nhà văn Robert Reno (1939 – 2012) và Maggy Hurchalla.
Reno học tại một trường công lập ở Miami. Năm 1956, bà theo học ngành hóa học của Đại học Cornell ở Ithaca, New York. Sau đó, bà học tại Đại học luật Harvard và tốt nghiệp vào năm 1963. Từ năm 1963 đến 1971, bà là luật sư cho hai công ty luật. Vào năm 1971, bà thành giám đốc của Ủy ban Tư pháp của Hạ viện Florida. Sau đó, bà là luật sư của văn phòng luật sư thành phố Miami.

### Luật sư của văn phòng luật sư Miami
Năm 1979, bà được bổ nhiệm làm luật sư của văn phòng luật sư Miami (Miami-Dade County).
Một cậu bé 14 tuổi đã được bà tha bổng sau khi ở trong tù.
Vào tháng 5 năm 1980, bà truy tố năm cảnh sát da trắng đã đánh một người bán bảo hiểm da đen cho đến chết. Nhưng cả năm cảnh sát lại được tuyên bố trắng án gây ra vụ bạo loạn ở Miami. Cuộc bạo loạn khiến 20 người thiệt mạng, trong cuộc bạo loạn, những người biểu tình đã la lớn: Reno! Reno! Reno!

### Country Walk
Năm 1984, Frank Fuster, chủ sở hữu của dịch vụ giữ trẻ Country Walk đã bị tuyên 165 năm tù với 14 tội danh lạm dụng. Fuster bị kết tội theo lời kể của người vợ 18 tuổi của ông, bà Ileana Flores. Trong một phim tài liệu vào năm 2002, Flores nói rằng Fuster vô tội và cũng nói rằng Reno cùng với một số người khác đã ép buộc cô tố cáo Fuster.

## Bộ trưởng Tư pháp Hoa Kỳ
Năm 1993, Bill Clinton lên nắm quyền Tổng thống, bà được bổ nhiệm là Bộ trưởng Tư pháp Hoa Kỳ. Bà đã nắm quyền Bộ trưởng Tư pháp đến hết nhiệm kỳ tổng thống của Bill Clinton, trở thành Bộ trưởng Tư pháp nắm quyền lâu nhất chỉ sau William Wirt.

### Các sự kiện trong nhiệm kỳ
51 ngày cuộc vây hãm ở Waco bế tắc, làm 76 người thiệt mạng.
Reno nói trước Quốc hội rằng bà có thẩm quyền chỉ định FBI và ATF trong cuộc vây hãm Waco.
Vụ đánh bom Thành phố Oklahoma
Suy đoán không chính xác trong việc vụ đánh bom Centennial Olympic Park.